# 野向村
野向村（のむきむら）は福井県大野郡にあった村。現在の勝山市野向町各町にあたる。

## 地理
- 山岳 ： 高尾岳
- 河川 ： 野津又川、滝波川

## 歴史
- 1889年（明治22年）4月1日 - 町村制の施行により、薬師神谷村、牛ヶ谷村、深谷村、聖丸村、竹林村、竜谷村、北野津又村及び横倉村の区域をもって、野向村が発足する。
- 1927年（昭和2年）2月9日 - 豪雪により村内2カ所で雪崩が発生。死者・行方不明者6人[1]。
- 1954年（昭和29年）9月1日 - 勝山町、荒土村、村岡村、北郷村、北谷村、鹿谷村、遅羽村、平泉寺村及び野向村が合併して、勝山市が発足する。